# Dexia monticola
Dexia monticola là một loài ruồi trong họ Tachinidae.